# Kurt Ehrensperger
Kurt Ehrensperger (Bülach, 28 de juliol de 1954) va ser un ciclista suís. Va guanyar una medalla de bronze al Campionat del Món de contrarellotge per equips de 1978.

## Palmarès
- 1978
  - 1r al Gran Premi Guillem Tell i vencedor de 2 etapes
- 1979
  - 1r al Giro del Mendrisiotto